# S. Tucker Taft
S. Tucker Taft (4 marzo 1953) è un informatico statunitense.
Studioso di linguaggi di programmazione ad alta integrità, Taft ha contribuito allo sviluppo del linguaggio Ada come responsabile della progettazione degli standard Ada 1995, Ada 2005 e Ada 2012.

## Biografia
Taft ha studiato chimica ad Harvard, dove nel 1975 ha conseguito il bachelor con il massimo dei voti e la lode, continuando a lavorare per quattro anni alla rete informatica Unix dell'ateneo. Dopo un anno di lavoro da libero professionista come consulente, è stato assunto alla Intermetrics nel 1980. Presso l'azienda ha lavorato allo sviluppo di sistemi in Ada per la United States Air Force e di compilatori commerciali. Il 27 luglio 1982 ha sposato Phyllis Robin Yale. Tra il 1990 e il 1995 ha diretto il team responsabile dello sviluppo dello standard Ada 9X, che ha aggiunto al linguaggio il supporto nativo per la programmazione orientata agli oggetti, e che è stato standardizzato dall'ISO nel febbraio 1995 come Ada 95. Taft ha lavorato poi ai successivi aggiornamenti dello standard, come membro del ISO Rapporteur Group, dirigendo la progettazione di Ada 2005 e Ada 2012. Oltre al lavoro su Ada, Taft ha lavorato anche all'implementazione di ParaSail, un linguaggio di programmazione parallela.
Taft è stato Chief Technical Officer e presidente del Board of Directors della SofCheck, azienda che commercializzava soluzioni software e compilatori Ada e SPARK. SoftCheck è stata poi acquisita da AdaCore nel 2012, e Taft è entrato a far parte dell'Executive Team dell'azienda come direttore della ricerca sui linguaggi.